# VW Santana B2
Der VW Santana ist ein von September 1981 bis Ende 1984 angebotenes Modell der Marke Volkswagen. Er ist eine viertürige Limousine mit Stufenheck auf der Plattform des im Oktober 1980 erschienenen Passat der zweiten Generation. Der Santana B2 sollte das VW-Angebot in Richtung Obere Mittelklasse abrunden.
Der B2 mit Stufenheck erfüllte für Volkswagen in den 1980er-Jahren erfolgreich die Rolle des „Weltautos“. Der Santana gehört sowohl zur Gruppe der von Volkswagen am häufigsten produzierten Fahrzeuge als auch zu jener mit den längsten Produktionszyklen.

## Modellgeschichte

### Allgemeines
Der Name „Santana“ leitet sich von den kalifornischen Santa-Ana-Winden ab. Der Santana war technisch vom Passat abgeleitet. Er wurde etwas höher positioniert als der Passat, dies zeigte die höherwertige Ausstattung und die besseren Innenraummaterialien. Unterscheidungsmerkmale zum Passat waren das augenfällige Stufenheck, ein anderer Kühlergrill mit weißen Blinkergläsern direkt neben den Scheinwerfern (beim Passat saßen die Blinker in der Stoßstange) sowie der Chromschmuck. Außerdem unterschied sich ein Santana aber in vielen weiteren, höherwertig ausgeführten Details vom Passat.
Volkswagen wollte den Santana höher als den Passat positionieren, was nicht nur die äußerliche Ähnlichkeit mit dem Passat vereitelte. Testberichte, in denen der Santana als lediglich überteuerte Passat-Version bezeichnet wurde, minderten den Verkaufserfolg. In Deutschland traf der Santana auf die etablierte Konkurrenz von BMW und Mercedes-Benz und die gut eingeführten Mittelklasse-Produkte von Audi: Die Audi-Fahrzeuge waren zum einen in diesem Segment etabliert, zum anderen bediente Audi ausschließlich die Mittel- und Oberklasse. So blieben die Stückzahlen deutlich unter den Erwartungen von VW.
Ab Januar 1985 wurde der Name Santana in Europa (außer in Spanien) aufgegeben, das Auto selbst nach einem Facelift (Front nun im Passat-Stil, modifizierte Stoßstangen) unter der Bezeichnung „Passat Stufenheck“ aber weiter im Angebot geführt. Trotz seiner unbestrittenen Qualitäten (Kofferraum, Anschaffungspreis) konnte der Santana die vorgesehenen Verkaufszahlen in Deutschland und Europa nicht erfüllen.
Im März 1988 wurde die Produktion in Emden gemeinsam mit der des Passat B2 eingestellt. Dennoch kann man das dem Santana zugrunde liegende Konzept nicht als gescheitert betrachten, denn seit 1988 ist der Passat B3 nur noch mit Stufenheck (sozusagen als Santana-Nachfolger) und als Variant erhältlich.

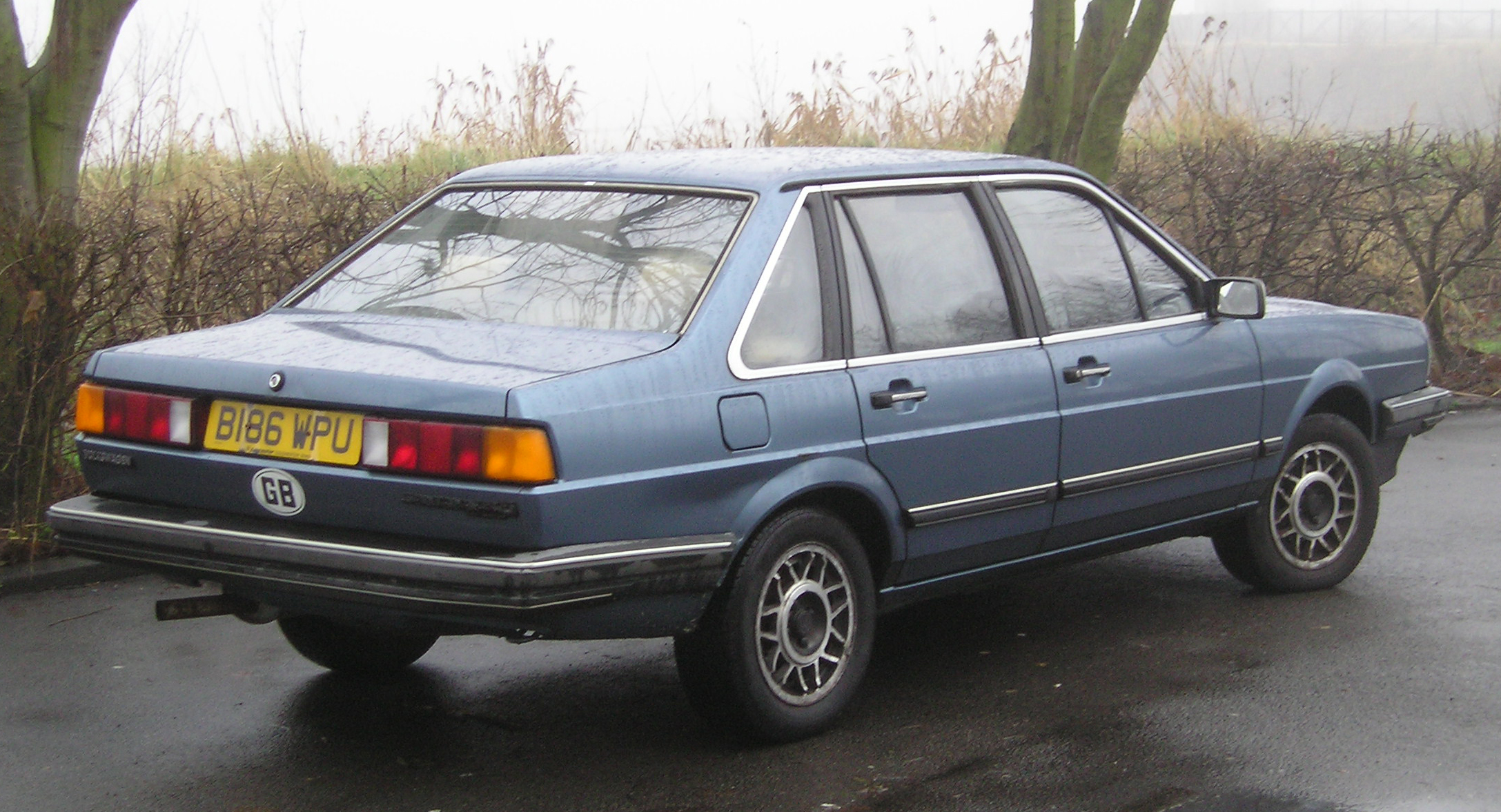
Heckansicht
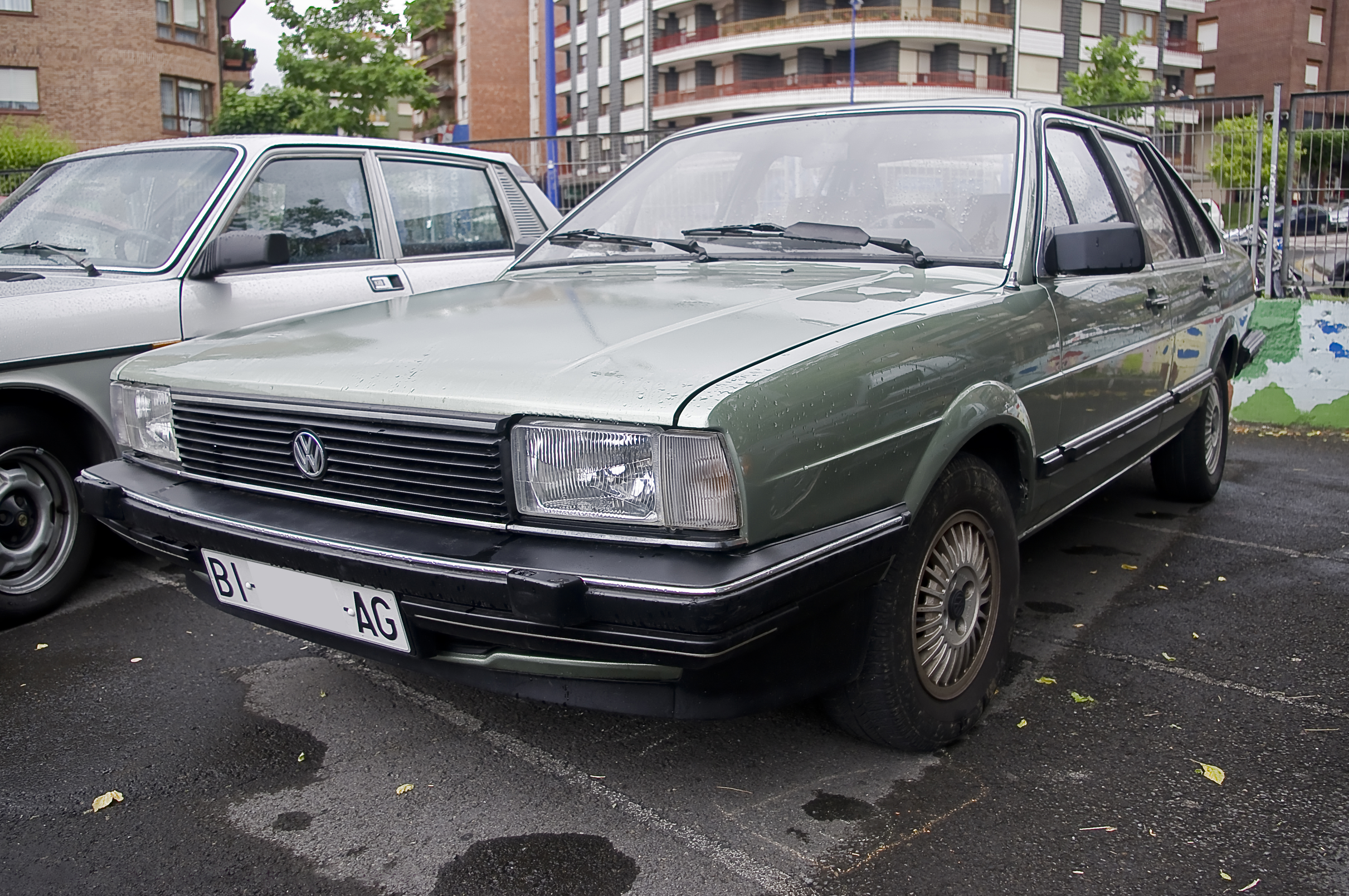
1984 Volkswagen Santana GX5
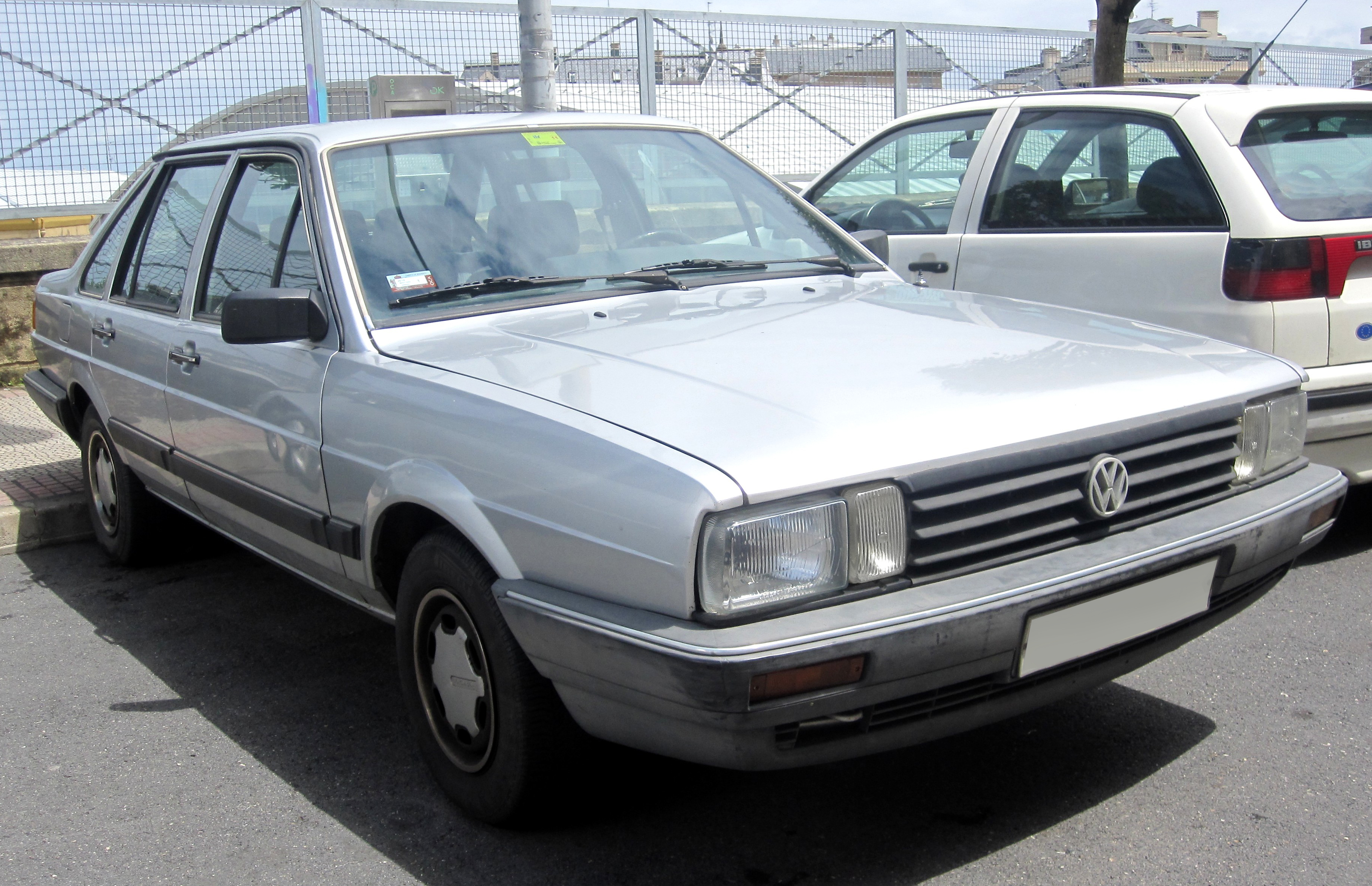
1985 Volkswagen Santana GX (Facelift, Spanien)
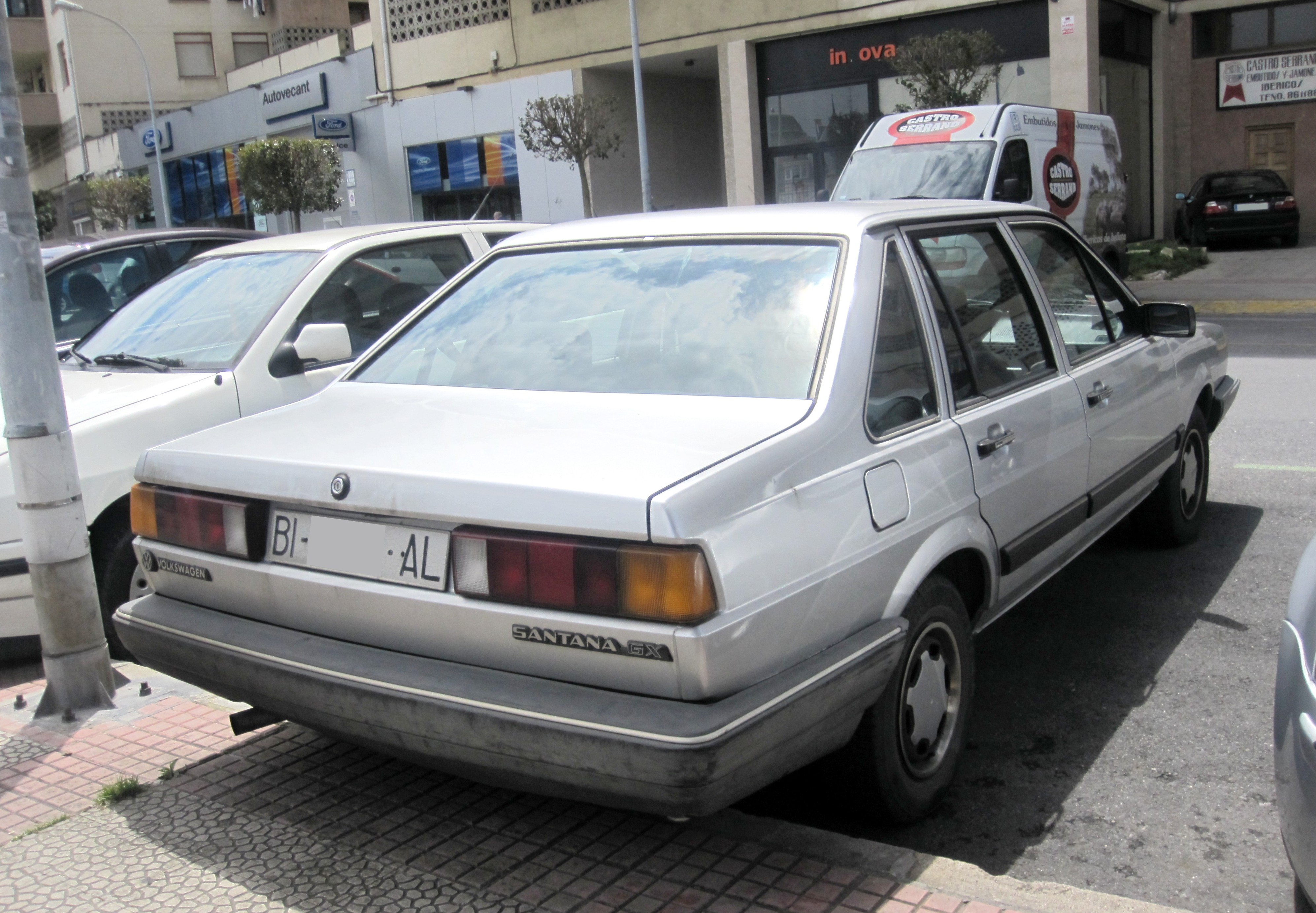
1985 Volkswagen Santana GX (Facelift, Spanien)

### Versionen/Ausstattungen
Der Santana wurde im ersten Baujahr ausschließlich in den höherwertigen Versionen CL und GL angeboten. Um die Eigenständigkeit des Modells zu unterstreichen, wurden die Modellbezeichnungen ab August 1982 (Modelljahr 1983) in LX und GX geändert, ab Modelljahr 1984 ergänzte eine im Umfang reduzierte Basisausstattung CX das Angebot.
Das Motorenangebot setzte sich aus Vierzylinder-Benzinmotoren von 1,3, 1,6 und 1,8 Litern Hubraum mit 44–66 kW (60–90 PS) zusammen, ferner gab es 1981 bis 1983 einen 1,9-Liter-Fünfzylinder mit 85 kW (115 PS), der dann von einem von Audi stammenden Zweiliter-Fünfzylinder Einspritzmotor gleicher Leistung abgelöst wurde. An Dieselmotoren standen ein Saugdiesel mit 40 kW (54 PS) und ein Turbodiesel mit 51 kW (70 PS) von jeweils 1,6 Liter Größe zur Verfügung.
Im Zuge der steigenden Spritpreise sah sich VW in den frühen 1980er Jahren gezwungen, verbrauchssenkende Maßnahmen umzusetzen und führte die Formel E-Modelle ein. Diese Modelle waren mit geringen aerodynamischen Verbesserungen und länger übersetzten Getrieben ausgerüstet. Hinzu kam im Passat und Santana Formel E eine Start-und-Stopp-Anlage, die es dem Fahrer erlaubte den Motor zum Beispiel beim Ampelstopp per Knopfdruck abzuschalten. Beim Einlegen des ersten Ganges startete der Motor dann selbsttätig. Ähnliche Systeme fanden sich erst Jahre später wieder beim Golf III Ecomatic, im Citroën C3 und in den Modellen von BMW mit Efficient Dynamics-Paket.
Im Santana wurden (wie im Golf, Jetta und Passat) ab September 1984 abgasreduzierende Maßnahmen mit geregeltem Katalysator („US-Norm“) eingeführt. Der Kunde erhielt auf Wunsch den speziellen 1,8-Liter Einspritzmotor mit Lambdaregelung auch als „Beipack“-Lösung, das heißt, mit den für den späteren Betrieb mit bleifreiem Benzin nötigen Teilen im Kofferraum, vorbereitet zum späteren Einbau, nach flächendeckender Verfügbarkeit von bleifreiem Benzin in der Bundesrepublik Deutschland.

### Produktionszahlen Santana
Gesamtproduktion Fahrzeuge von 1981 bis 1985
| Jahr                   | 1981  | 1982   | 1983   | 1984   | 1985   | Summe   |
| ---------------------- | ----- | ------ | ------ | ------ | ------ | ------- |
| Santana 2 Türer        | 5     |        |        |        |        | 5       |
| Santana 4 Türer Benzin | 3.827 | 47.230 | 40.633 | 39.758 | 43.452 | 174.900 |
| Santana 4 Türer Diesel | 81    | 7.832  | 5.636  | 4.362  | 5.689  | 23.600  |
| Summe DE               | 3.913 | 55.062 | 46.269 | 44.120 | 49.141 | 198.505 |
| Andere Standorte       |       | 2.429  | 6.332  |        |        |         |
| Weltweit               | 3.913 | 57.491 | 52.601 |        |        |         |

## Der VW Santana als Weltauto

### Allgemeines
Obwohl der Santana in Deutschland nicht den erhofften Markterfolg hatte, war das Konzept in anderen Märkten sehr populär: Der Wagen wurde zeitweise in Deutschland, Brasilien, China, Belgien, Mexiko, Argentinien, Japan, Namibia und Südafrika gleichzeitig produziert oder montiert und auf allen bewohnten Kontinenten außer Australien angeboten. In China war das Modell in Form des VW Santana Vista 2019 noch erhältlich.

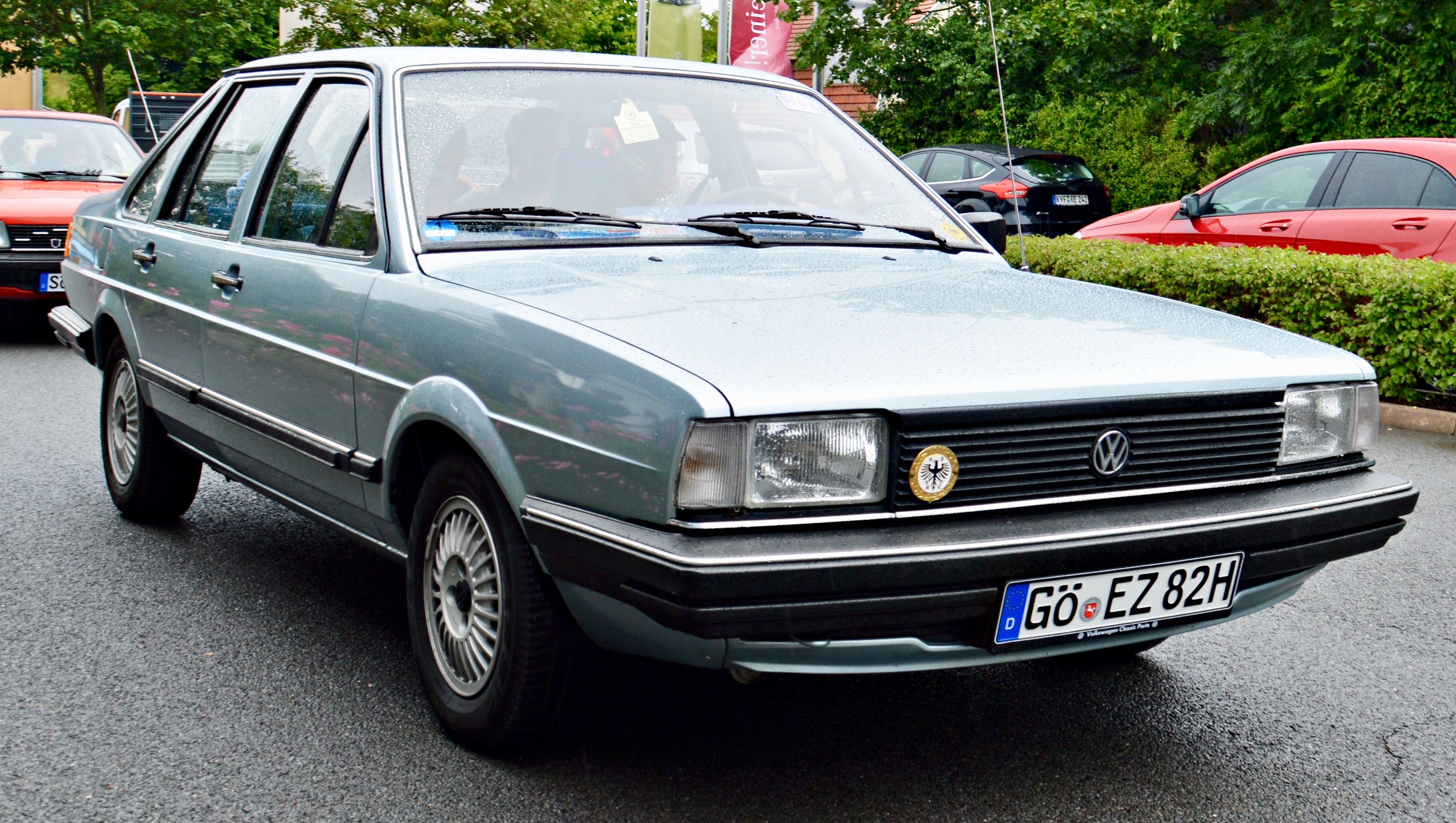
VW Santana, Deutschland (1981–1985)
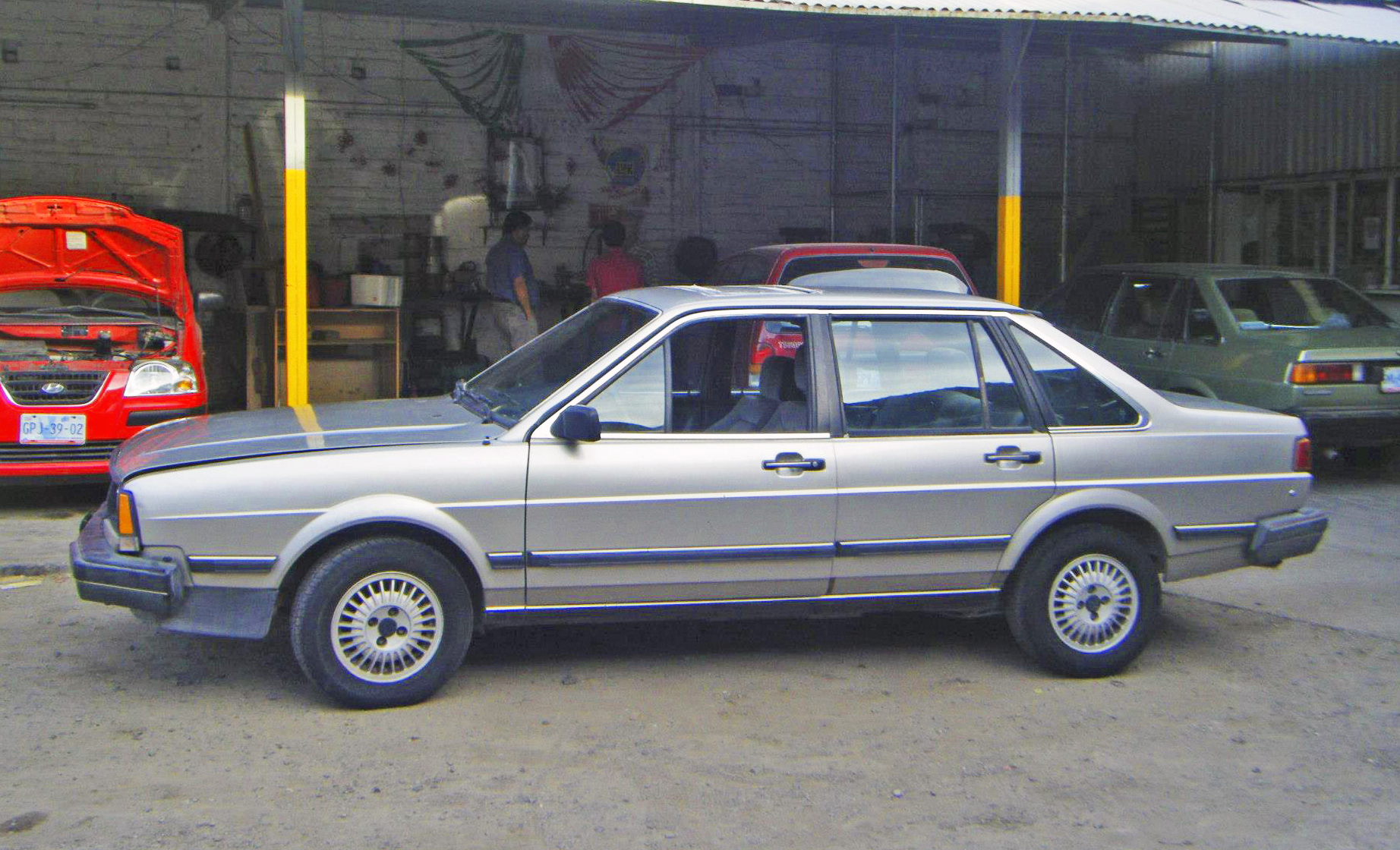
VW Quantum GL5, USA (1985)
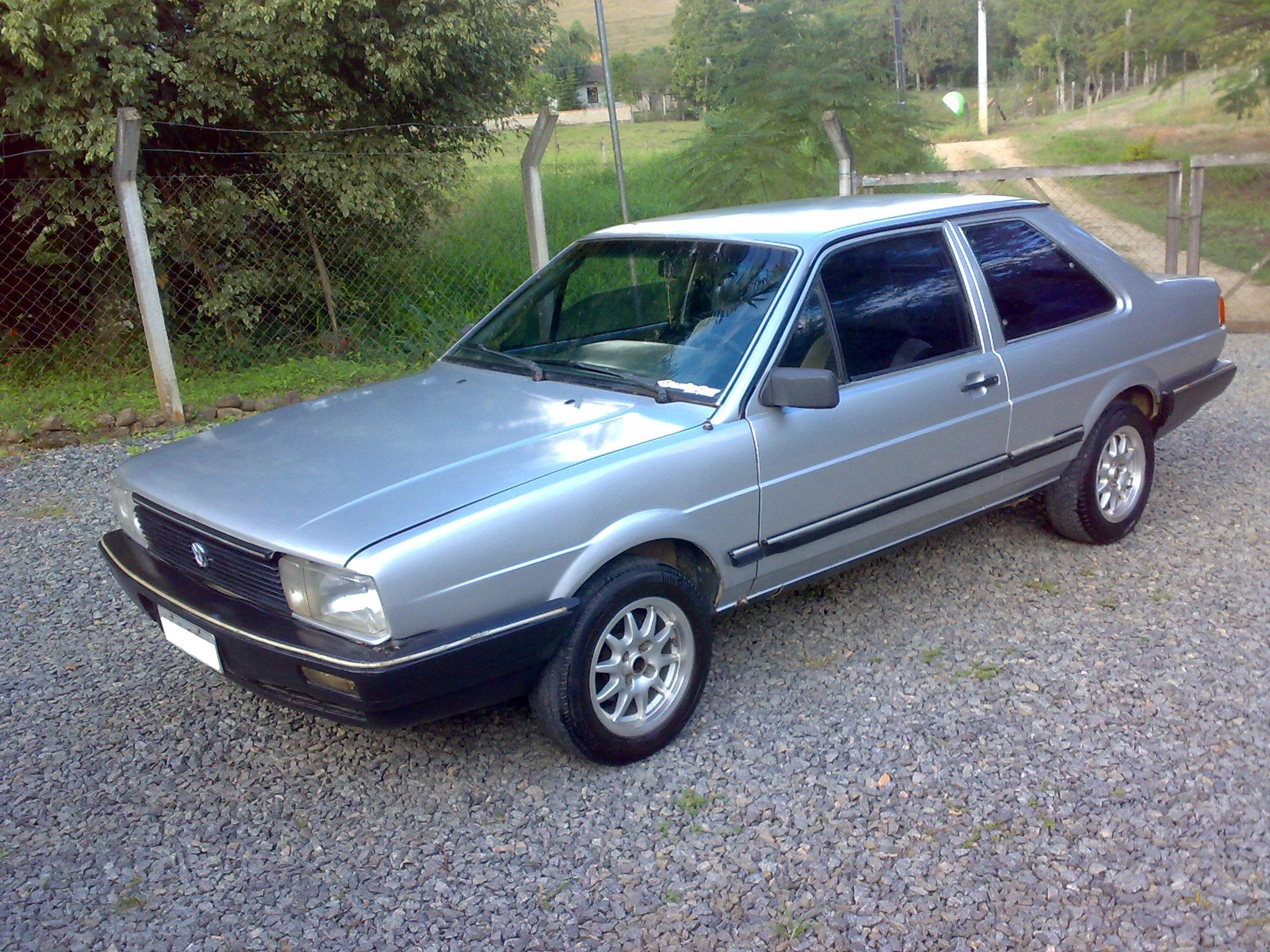
VW Santana, Brasilien (1982–1988)
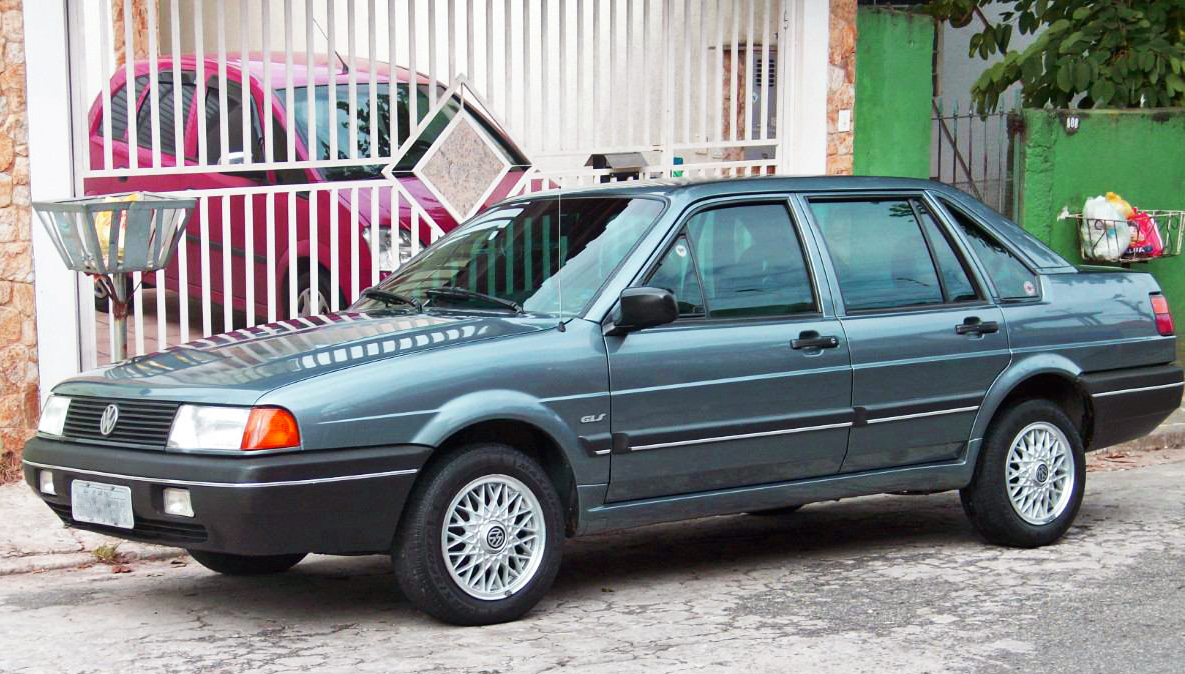
VW Santana 2000, Brasilien (1988–1996)
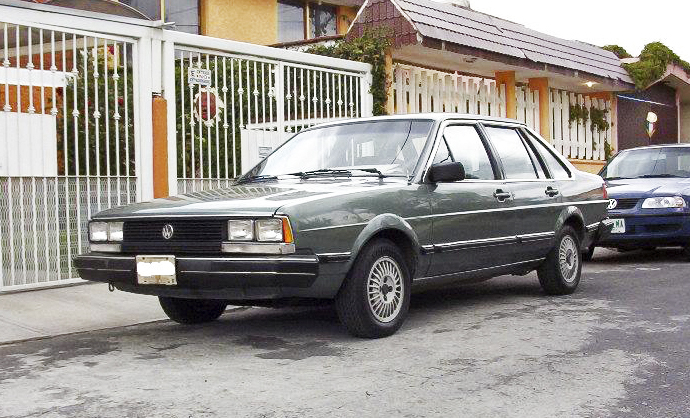
Volkswagen Corsar CD, Mexico (1984)
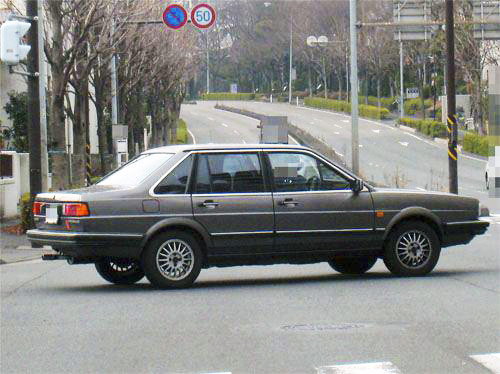
Volkswagen Santana Gi5 von Nissan, Japan (1984)
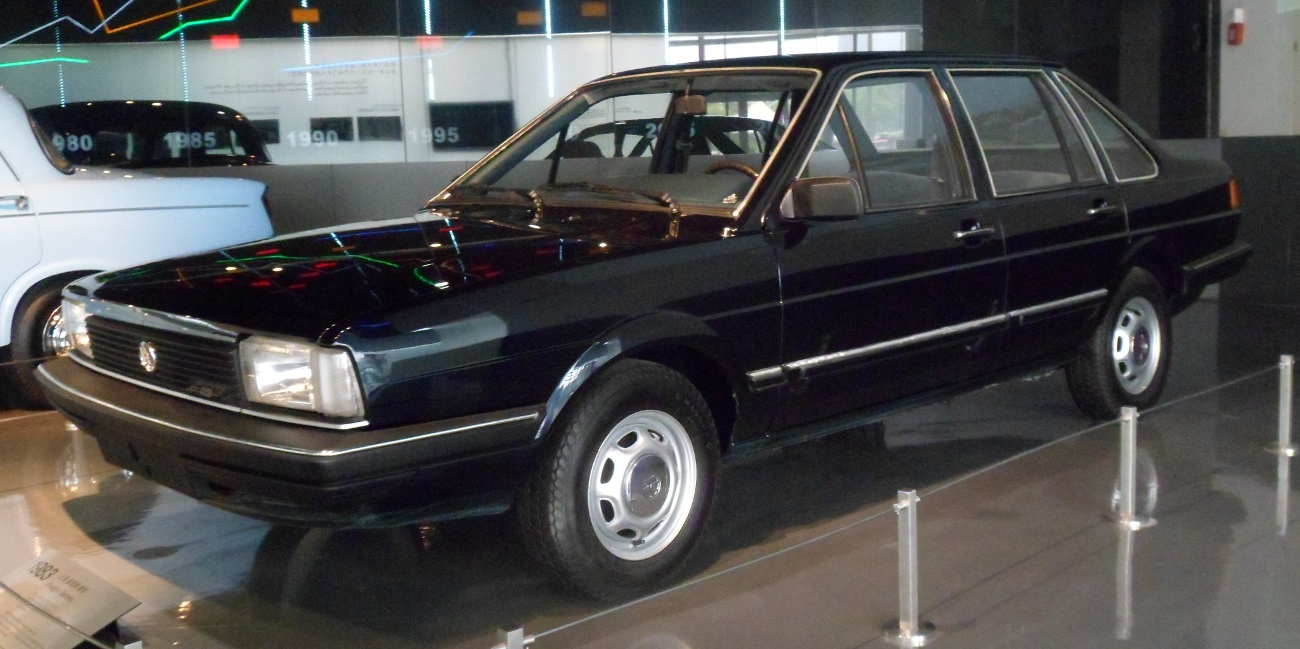
Shanghai-Santana, China (1983)
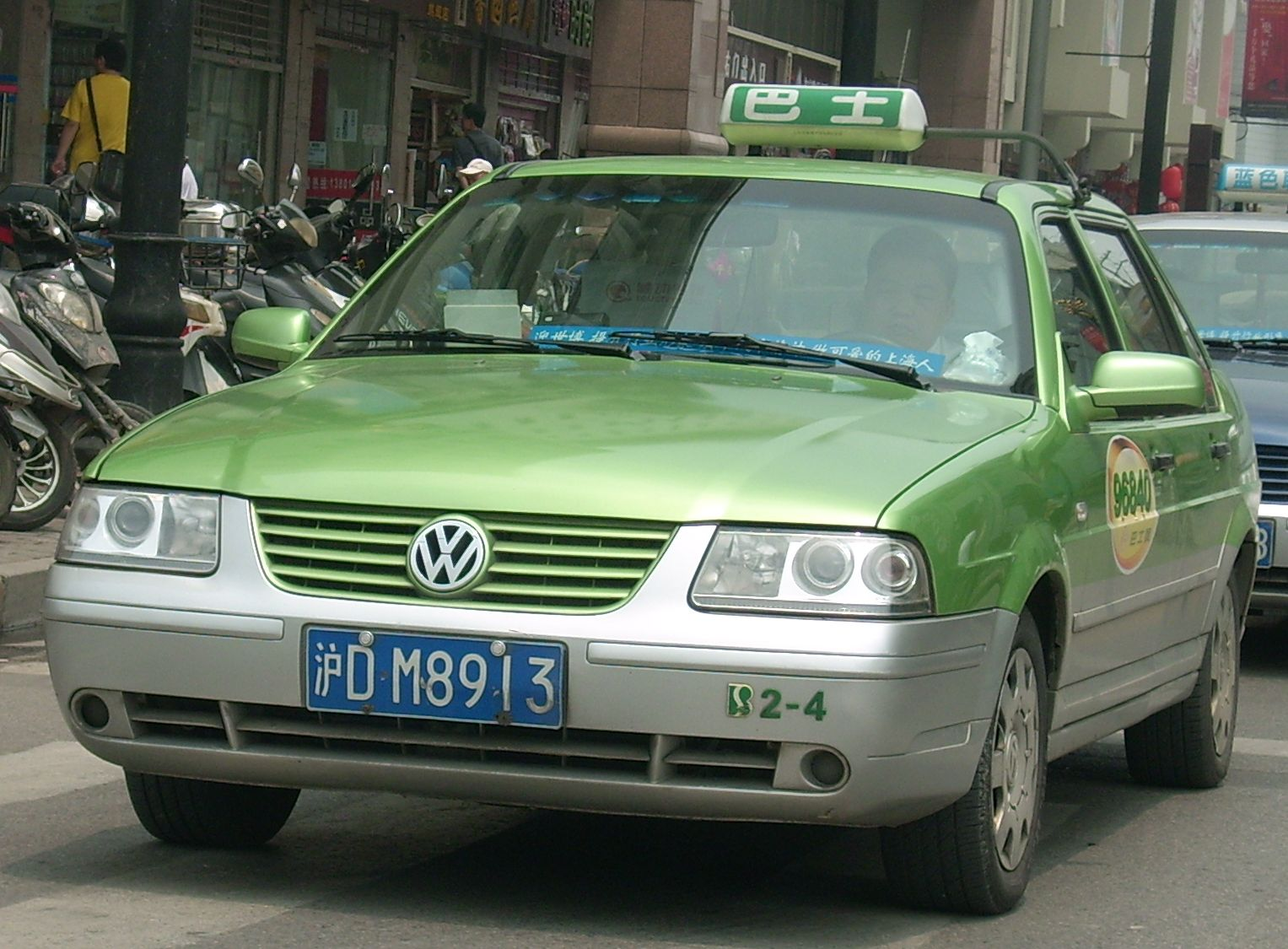
VW Santana 3000, China
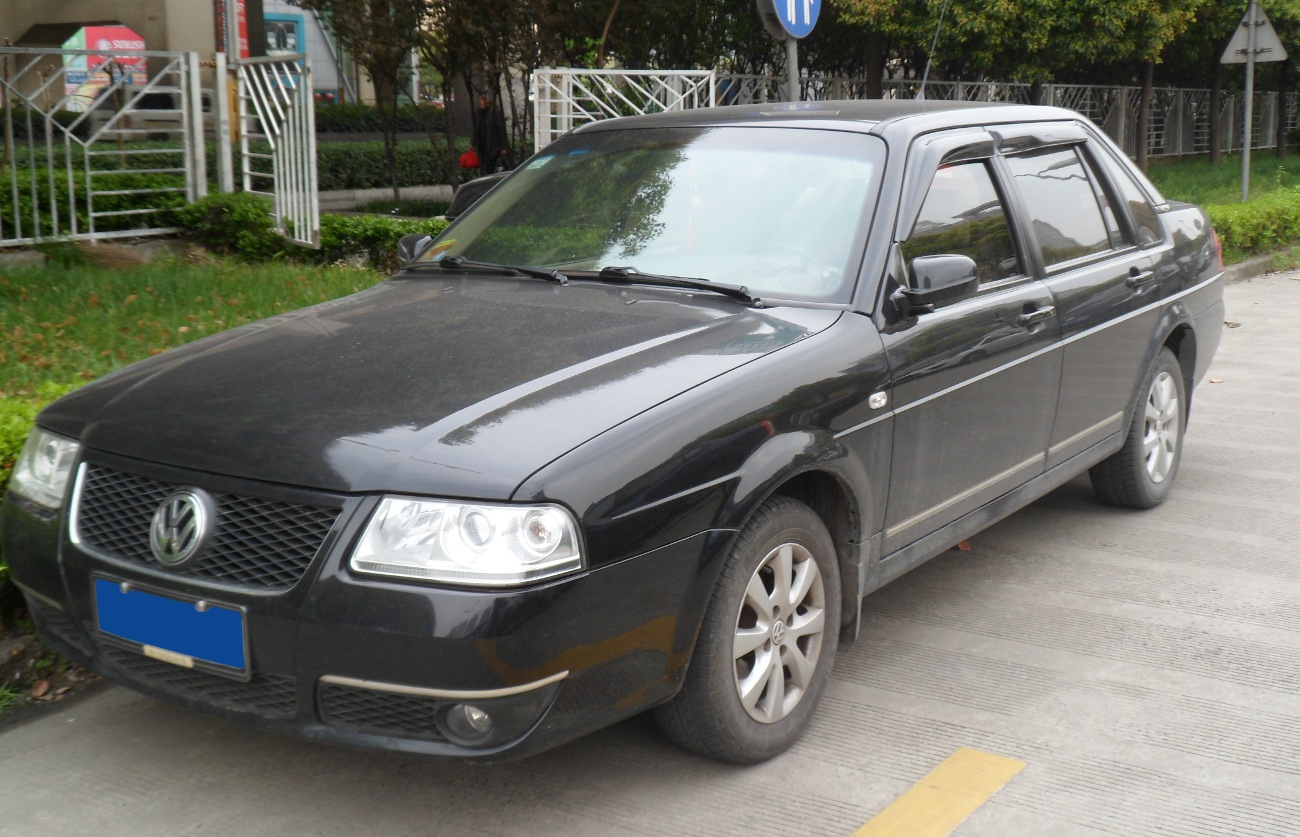
Volkswagen Santana Vista, China
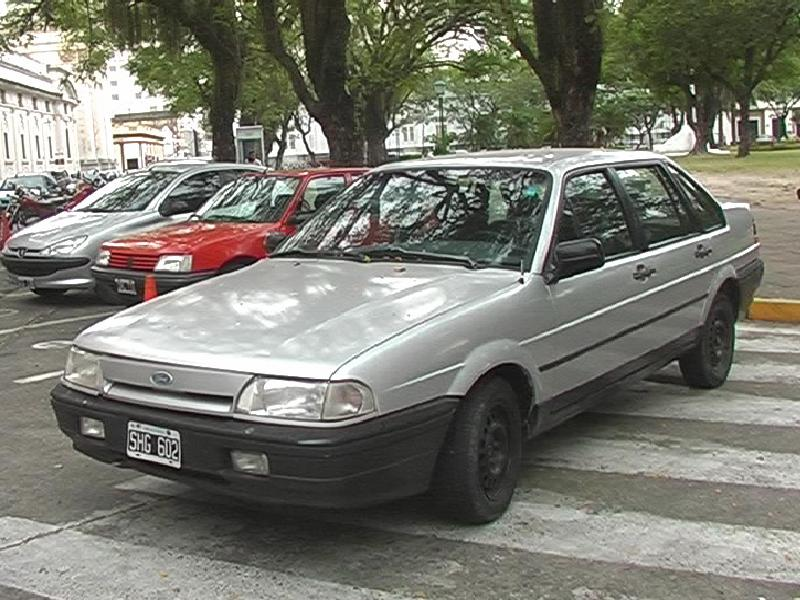
Ford Versailles von Autolatina, 1991

### Der Santana in den USA
In Nordamerika wurden sowohl Passat B2 als auch Santana von 1981 bis 1988 unter der Bezeichnung „VW Quantum“ verkauft, der Fließheck-Dreitürer als „VW Quantum Coupé“. Angetrieben wurden die Fahrzeuge zunächst von dem USA-spezifischen 1,7-Liter-Vierzylinder (1715 cm³, 55 kW/75 PS), auf Wunsch auch von dem 1,6-Liter-Turbodiesel (hier 51 kW/69 PS stark) und ab Modelljahr 1984 auf Wunsch von einem 74 (101), später 82 kW (111 PS) leistenden 2,1-Liter-Fünfzylinder.

### Der Santana in Brasilien
Erfolgreicher als in Deutschland war der Santana bei Volkswagen do Brasil und in der Volksrepublik China. In Brasilien wurde der Santana von 1984 bis 2006 gebaut und entwickelte sich dort zum erfolgreichsten Wagen der oberen Mittelklasse. Das ist umso mehr verständlich, wenn man bedenkt, dass die Konkurrenz in Brasilien damals zunächst aus dem Chevrolet Opala bestand, einer adaptierten Version des in Deutschland längst abgelösten Opel Rekord C, und aus dem Ford Maverick, einem bewusst primitiv (das heißt kostengünstig) gebauten Kompaktwagen, der in Nordamerika ebenfalls längst abgelöst worden war. In Brasilien gab es den Santana auch mit zwei Türen, eine Variante, die in Europa nie angeboten wurde, denn die Zeit für Zweitürer in dieser Größe war in Europa in den 1980ern nahezu abgelaufen. 1995 wurde faktisch der VW Santana 2000 in Brasilien eingeführt, wobei die bisherige Bezeichnung erhalten blieb.
In Brasilien gab es den Santana auch als Variant, er entspricht im Wesentlichen dem deutschen VW Passat Variant. In Brasilien hieß der Variant anfangs Santana Quantum, später nur noch Quantum; die Produktion des Quantum in Brasilien wurde 2003 eingestellt, im Juni 2006 wurde der Santana dort ganz aus der Produktion genommen.
Zur Zeit der Autolatina, einer strategischen Kooperation von VW und Ford, gab es diesen VW mit stilistischen Modifikationen auch als Ford Versailles und Royale, der erstere eine viertürige Limousine, letzterer ein zweitüriger Kombi.

### Der Santana in China
In der VR China wird der Santana – nach ersten Probemontagen ab dem 11. April 1983  – seit 1985 von der Shanghai Volkswagen, einem Joint Venture von VW mit der Firma SAIC ununterbrochen gebaut. Ab 1995 hieß die überarbeitete Version VW Santana 2000, seit einem Facelift 2004 der VW Santana 3000 und dessen Luxus-Version VW Santana Vista.
Das Fahrzeug ist vor allem als Taxi beliebt und gehört auch Ende 2010 noch immer zu den meistverkauften Autos in China. Teilweise liegt dies auch in einer gesetzlichen Mindestgröße des Hubraumes von 1,6 l für Taxis begründet – eine entsprechende Vorschriftenlage wurde in einigen Provinzen eingeführt, und der Santana wird somit vor inländischen Konkurrenten bevorzugt, die mit kleinerer, für das Taxigewerbe bedingt geeigneter Karosserie und mit geringerem Hubraum erhältlich waren.
2013 wurde in China eine neuentwickelte Version herausgebracht. Auf der Auto Shanghai 2015 wurde die Schrägheck-Version Gran Santana präsentiert.
Der parallel zum Santana gebaute chinesische Shanghai SH760 wurde in den 1980er-Jahren als Folge der Kooperation mit VW unter Verwendung einiger Santana-Komponenten zum Shanghai SH7221 weiterentwickelt.

### Der Santana in Japan
Von Februar 1984 bis 1990 wurde der Santana von Nissan in Japan in Lizenz produziert. Die dortigen Fahrzeuge wurden von Nissan-Händlern als „Volkswagen Santana“ verkauft und wurden aus Teilen größtenteils japanischer Produktion zusammengebaut, die neben Volkswagen- und Audi-Logos auch das Nissan-Logo zeigen. Angeboten wurden ein 1,8-Liter-Vierzylinder (73 kW/100 PS), ein Zweiliter-Fünfzylinder (81 kW/110 PS, ab 1987 auch mit zwei obenliegenden Nockenwellen, Vierventiltechnik (Sondermodell „Autobahn“) und 103 kW/140 PS) und ein 1,6-Liter-Turbodiesel (in Japan mit 53 kW/72 PS angegeben).